# Évangéliaire de Saint-Martin-des-Champs
L'Évangéliaire dit de Saint-Martin-des-Champs est un manuscrit enluminé contenant les évangiles, réalisé à Aix-la-Chapelle en Allemagne entre 783 et 795. Il est actuellement conservé à la Bibliothèque de l'Arsenal (Ms.599).

## Historique
Le manuscrit est réalisé au sein du scriptorium impérial d'Aix-la-Chapelle. Il appartient à l'ensemble de manuscrits appelé Groupe d'Ada. Au sein de cet ensemble, il aurait été réalisé, d'après les analyses stylistiques, après l'évangéliaire de Godescalc daté d'avant 783 et avant le psautier de Dagulf, daté de 795. Une autre hypothèse, émise par Jacques Boussard, toujours basée sur le style des décorations, y voit une origine de Tours.
Une note du XVIIIe siècle, recopiée d'un écrit de Jean-Aimar Piganiol de La Force, indique que le manuscrit a été un temps conservé au prieuré Saint-Martin-des-Champs de Paris, qui lui a donné son nom, mais aucun inventaire ne permet de le confirmer. Il est par contre bien mentionné dans l'inventaire de la bibliothèque de Antoine-René de Voyer de Paulmy d'Argenson, qui devient à la Révolution la bibliothèque de l'Arsenal.

## Description
Le manuscrit contient outre les quatre évangiles de Matthieu, Marc, Luc et Jean, la traditionnelle préface de Jérôme et sa lettre au pape Damase, ainsi que les canons de concordances dessinés en pourpre et or. Il est entièrement écrit en lettres d'or, avec des incipits pour chaque évangile couvrant toute la page (f. 16, 61, 134), sauf pour l'évangile de Luc dont la page de l'incipit a disparu.

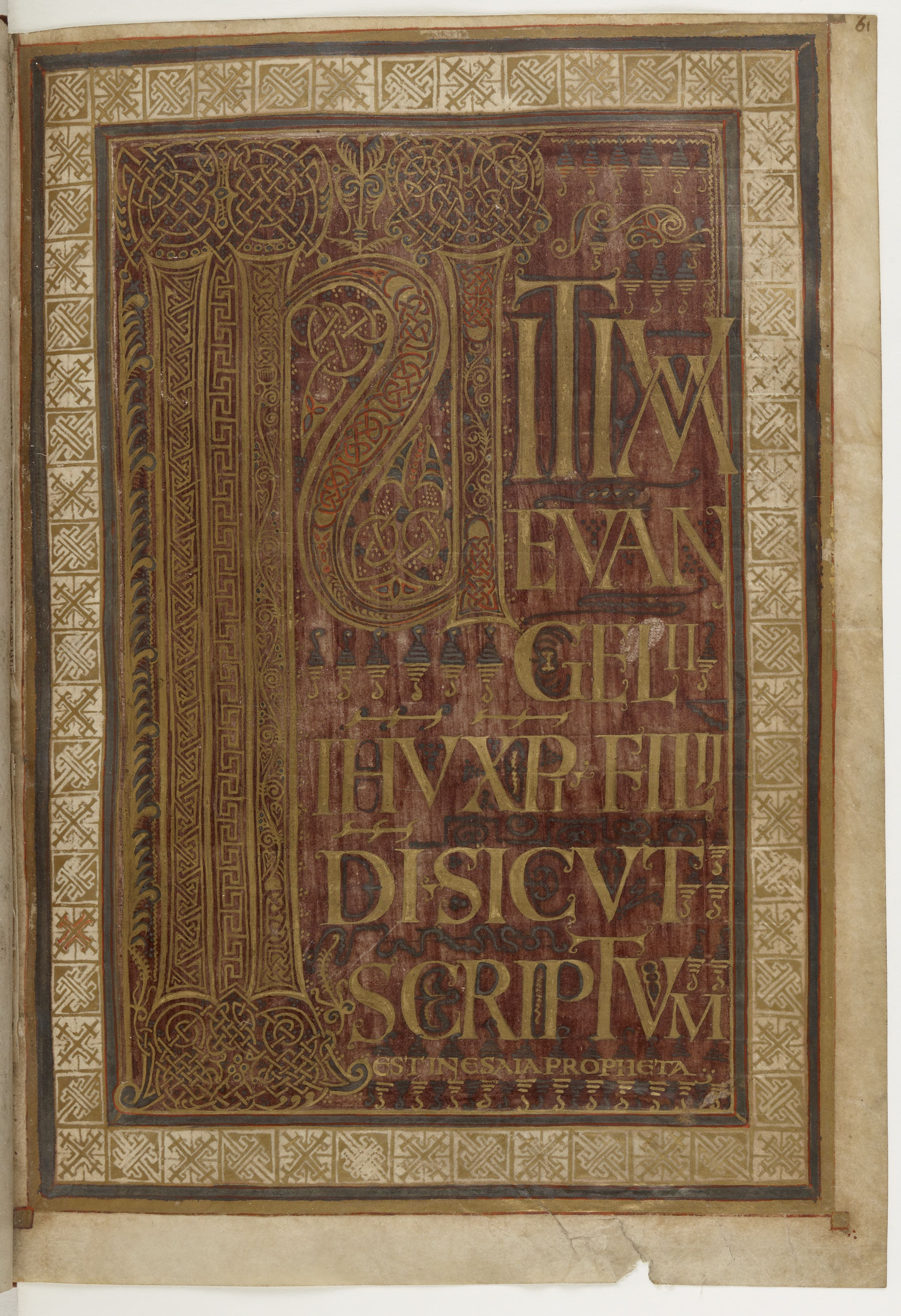
Incipit de saint Marc, f.61
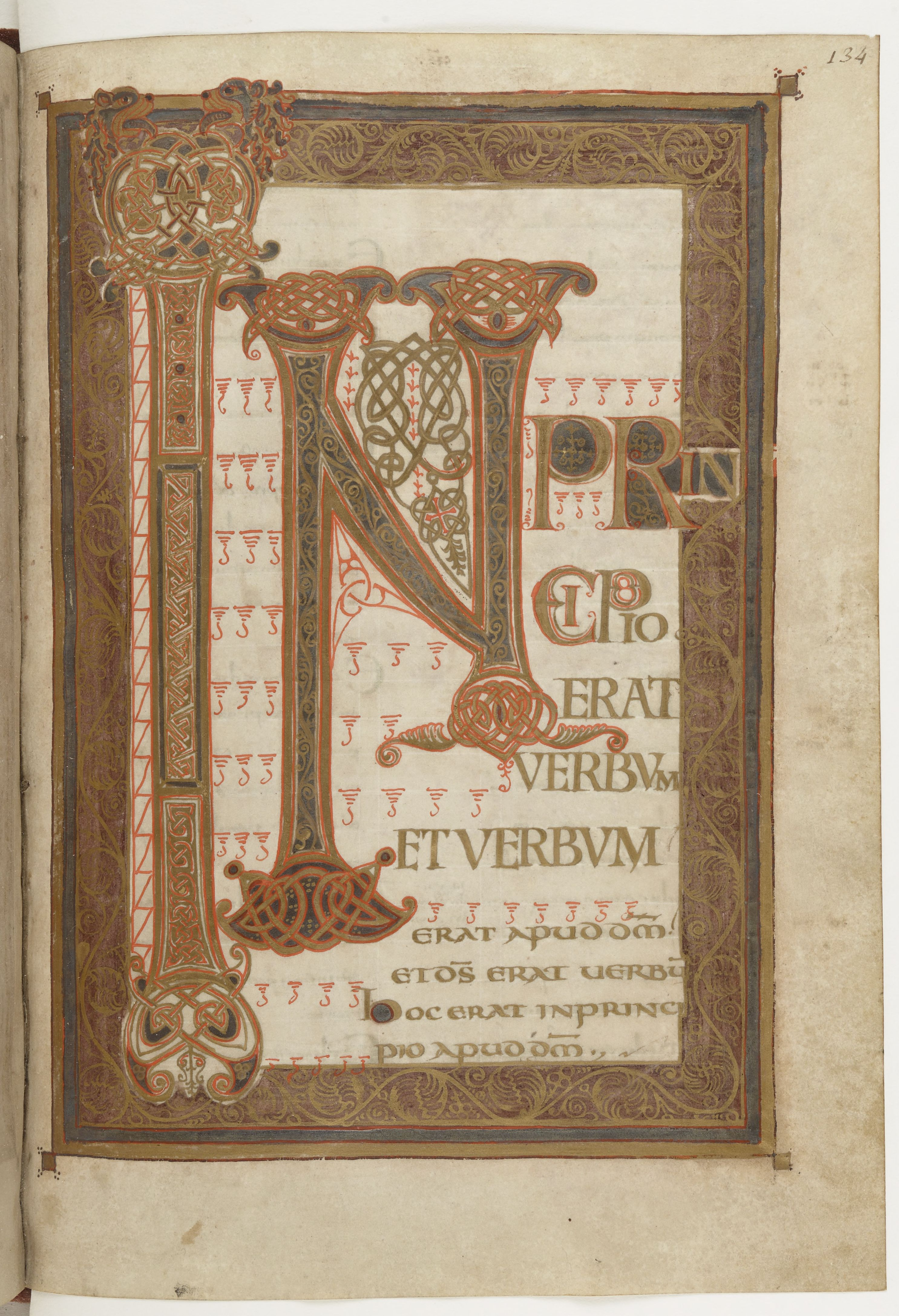
Incipit de saint Jean, f.134